# Деймах
Деймах (дав.-гр. Δηίμαχος) — персонаж давньогрецької міфології, цар Фессалії, батько Енарети та Дейлеонта, друга Геракла. Завдяки Енареті мав численне потомство онуків — Перієра, Кретея, Сізіфа, Атаманта, Салмонея, Деіона, Магнета, Макарея, Етлея, Канаку, Алкіону, Пісідіку, Каліку, Перімеду, Танагру, Арну.